# Сеце Скало (Латина)
Сеце Скало је насеље у Италији у округу Латина, региону Лацио.
Према процени из 2011. у насељу је живело 2865 становника. Насеље се налази на надморској висини од 44 м.